# Alberto Lolli Ghetti
Alberto Lolli Ghetti (Ferentino, 4 maggio 1915 – Derna, 2 dicembre 1941) è stato un militare italiano insignito della medaglia d'oro al valor militare alla memoria nel corso della seconda guerra mondiale.

## Biografia
Nacque a Ferentino, provincia di Frosinone, il 4 maggio 1915, figlio di Ambrogio e Luisa Sterbini.
Conseguita la licenza liceale nel Collegio "Martino Filetico" della sua città, nel 1935 si iscrisse alla Facoltà di giurisprudenza all’Università di Padova, ma lasciò gli studi qualche mese dopo per arruolarsi nel Regio Esercito. Nel 1936 fu ammesso a frequentare la Regia Accademia Militare di Artiglieria e Genio di Torino. Uscendone il 4 novembre del 1938 con il grado di sottotenente in servizio permanente effettivo dell'arma del genio. Frequentata la Scuola di applicazione d'arma fu promosso tenente ed ottenne di essere destinato al 20º Reggimento del genio allora dislocato in Libia. Sbarcato a Tripoli nel dicembre 1940, in piena seconda guerra mondiale, raggiunse la zona di impiego del reggimento nel settore di Tobruch assumendo il comando della 1ª compagnia del battaglione artieri minatori.
Il 21 novembre 1941 un reparto della 1ª Compagnia genio artieri d'arresto fu inviata, alle prime luci dell'alba, oltre le linee verso Tobruch con il compito di sminare l'area; mentre il lavoro procedeva speditamente, il nemico attaccò i soldati italiani e tedeschi ed egli organizzò subito la difesa e, dopo quattro ore di accerchiamento, riuscì ad aprirsi un varco, liberando il reparto dalla morsa nemica.
A questo punto si accorse che la batteria di artiglieria tedesca rischiava di essere fatta prigioniera e quindi ritornò indietro per prestare soccorso, riuscendovi, ma mentre stava coordinando il rientro dei suoi uomini al campo base, un proiettile sparato da un carro armato gli troncò quasi del tutto la gamba sinistra. Nonostante la gravissima ferita, continuò a combattere fino a quando i suoi uomini non rientrarono nelle linee amiche. Trasportato da un mezzo tedesco al 96º ospedale da campo, subì l'amputazione dell'arto ma rifiutò l'anestesia per lasciare il cloroformio ad altri soldati feriti. Tra il 24 ed il 25 novembre 1941 venne trasferito all'ospedale della divisione e successivamente all’ospedale da campo 893 di Derna dove morì il 2 dicembre di quello stesso anno. Fu insignito della medaglia d'oro al valor militare alla memoria. Una caserma di Cassino ha portato il suo nome, e gli è stata intitolata una via di Ferentino.